# Svaleslättssjön
Svaleslättssjön är en sjö i Mullsjö kommun i Västergötland och ingår i Göta älvs huvudavrinningsområde. Sjön är skapad genom en fördämning vid Hallaströmmen norr om sjön.

## Galleri

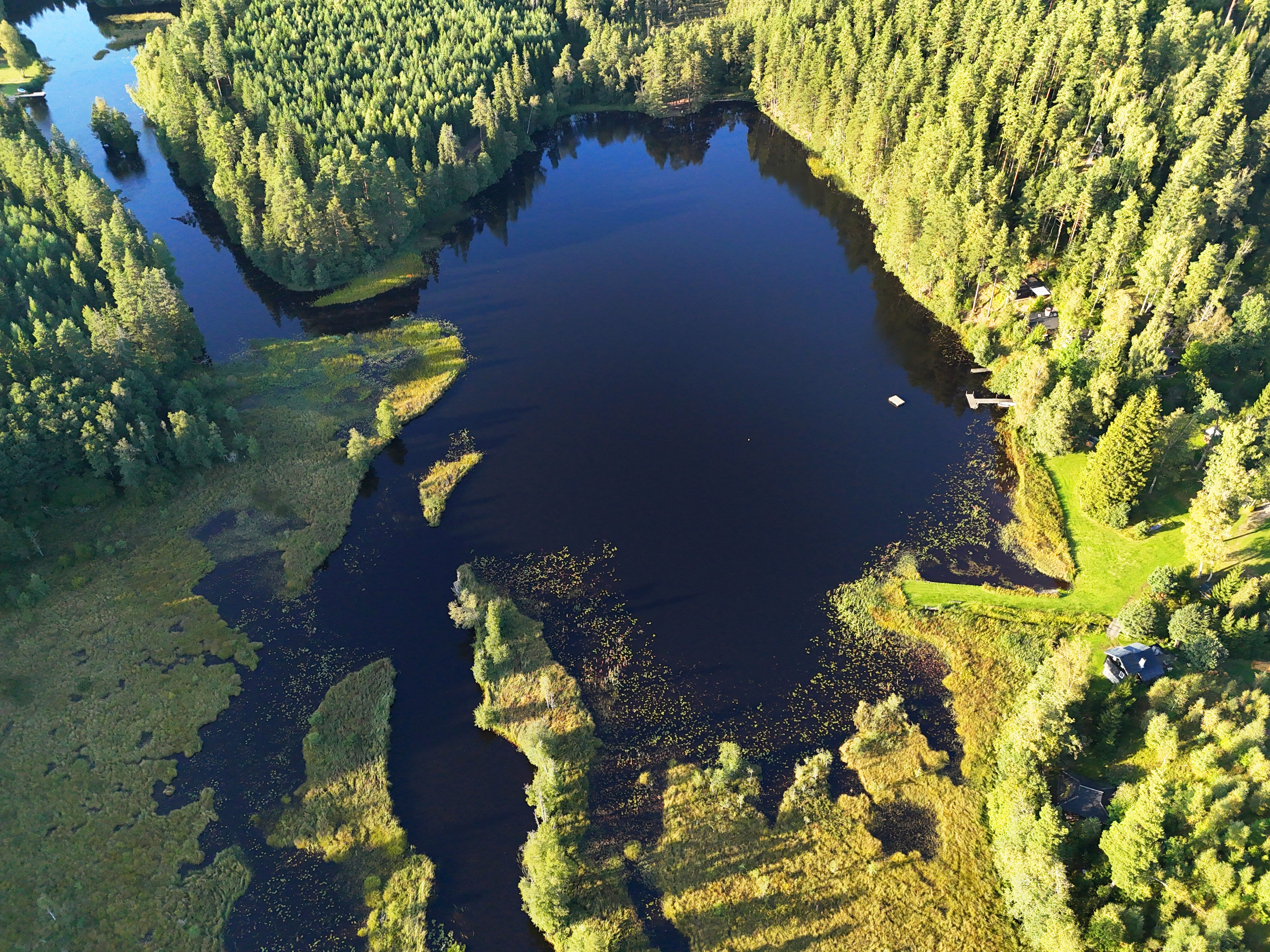
Sjön har bryggor och båtplats.
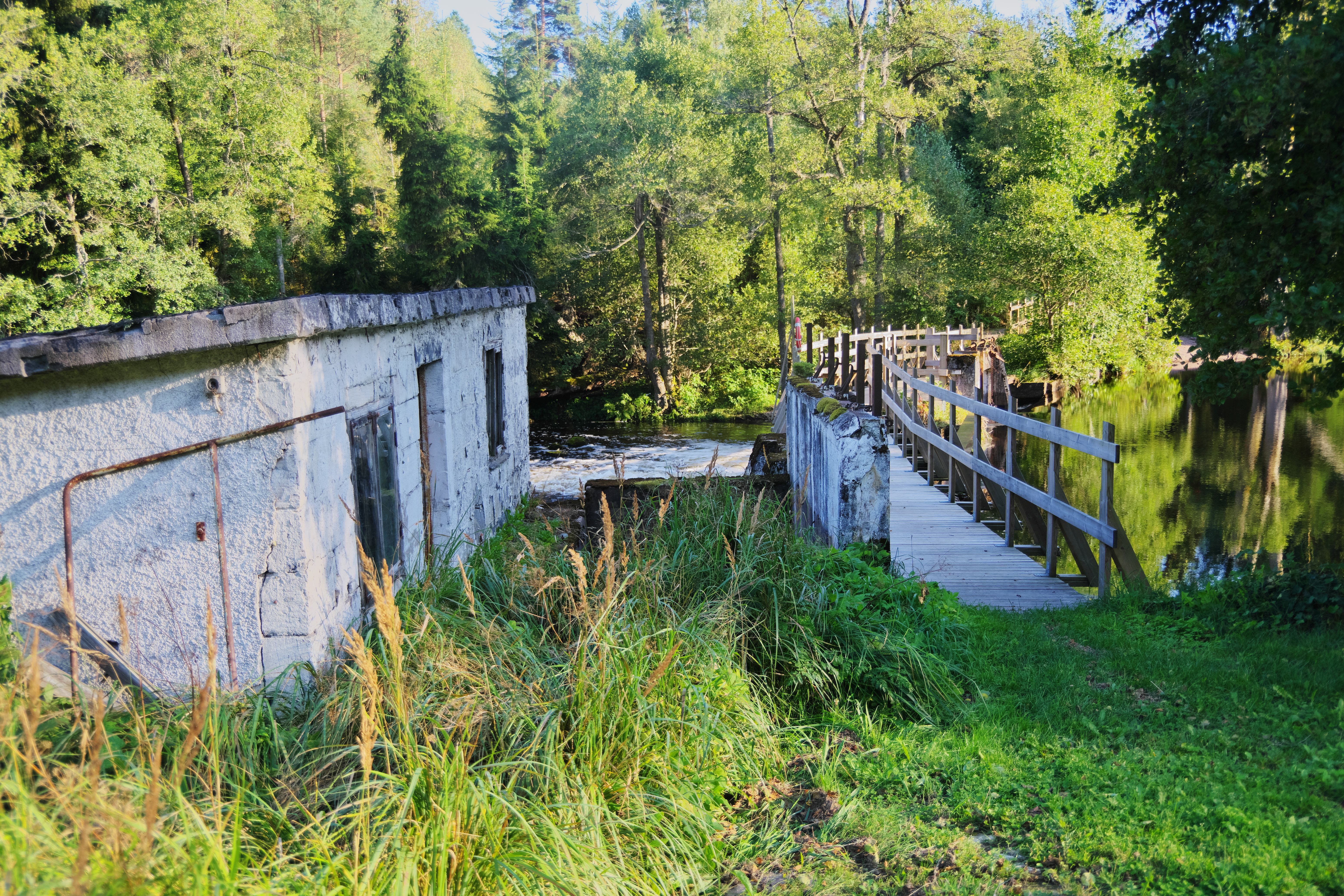
Vid Hallaströmmen däms Tidan upp.
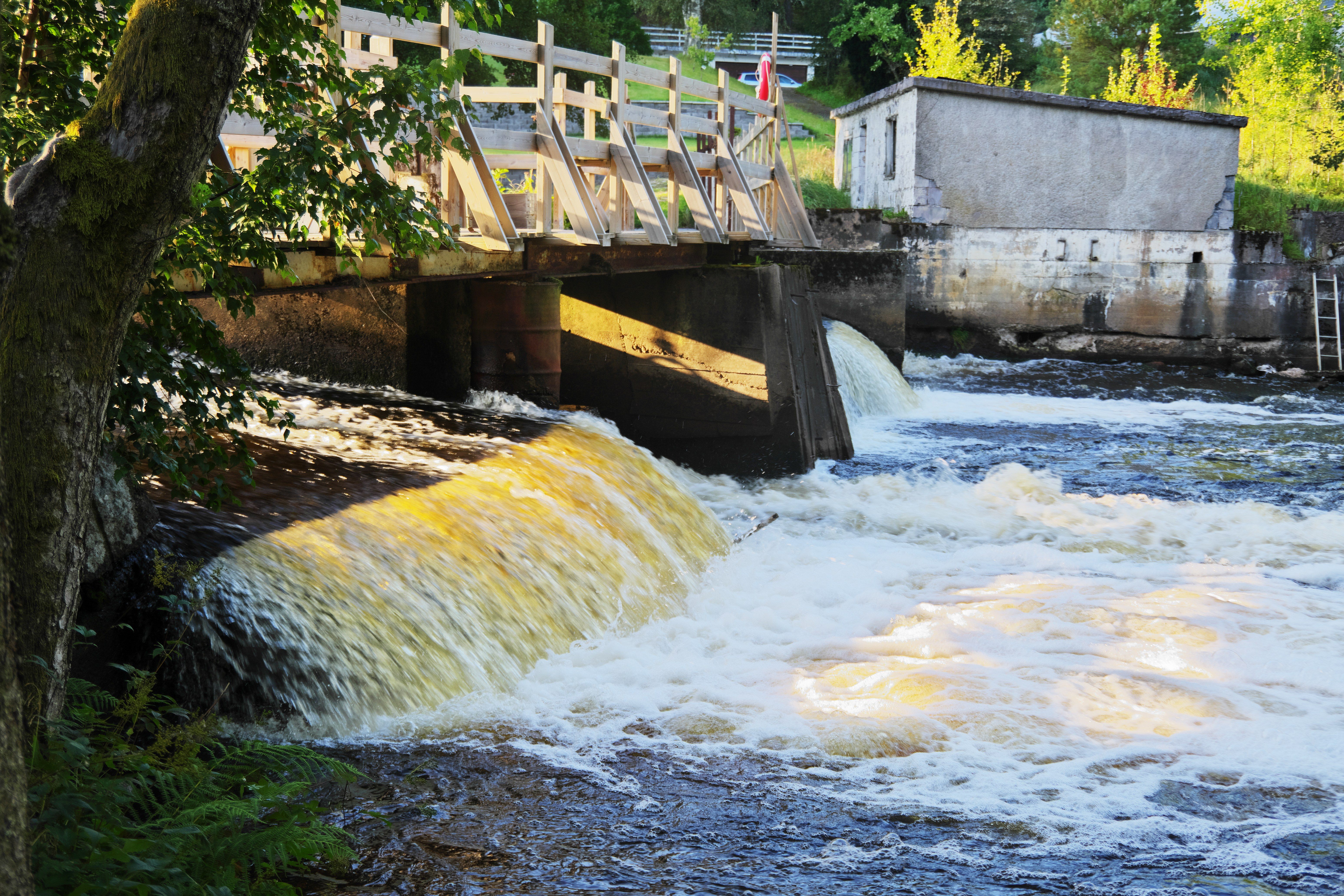
Fördämningen ger upphov till Svaleslättssjön och genomströmmas av ån Tidan.